# Ludus duodecim scriptorum
Il Ludus duodecim scriptorum  è un gioco da tavola simile al backgammon, praticato nell'antica Roma. Ci sono numerosi ritrovamenti di Tabulae lusoriae (tabelloni di gioco) per questo tipo di gioco, incise nel marmo delle tabernae, del foro, del circo ecc.
Il nome significa "gioco delle dodici linee", in realtà spesso al posto delle linee c'erano delle lettere che formavano frasi di ogni genere, ad esempio:
VIRTUS IMPERI
HOSTES VINCTI
LUDANT ROMANI
Spesso le tabulae lusoriae per questo tipo di gioco avevano delle decorazioni tra le prime e le ultime sei lettere di ogni riga.

## Svolgimento del gioco

### Preparativi
- Giocatori: 2
- Occorrente:
  - 12 pedine, 6 bianche e 6 nere, 2 dadi. 
oppure
  - 30 pedine, 15 bianche e 15 nere, 3 dadi.

### Inizio del gioco

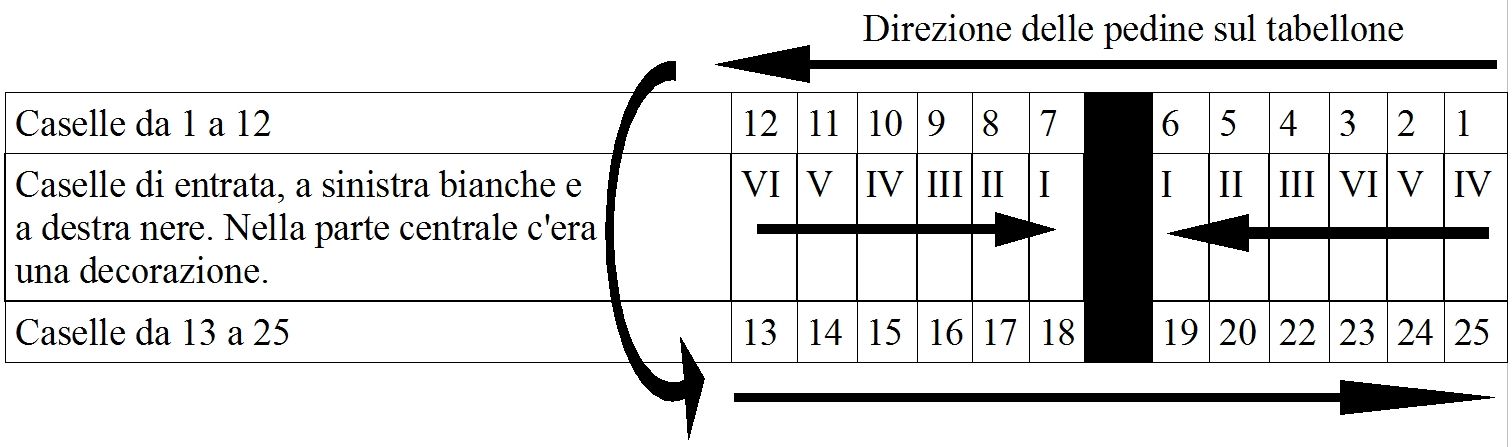
Tabellone di gioco.

1. Si tirano i dadi, e chi ottiene il punteggio più alto inizia.
2. Si possono utilizzare i punteggi dei due dadi sommati per muovere una pedina, oppure utilizzare il punteggio di un dado per una pedina e poi muoverne un'altra con il punteggio dell'altro dado.
3. Si inizia con le pedine fuori dal tabellone di gioco, e una volta tirato il dado è possibile eseguire una tra queste seguenti mosse:
  1. si posiziona una pedina su una casella di entrata corrispondente alla somma dei numeri dei dadi.
  2. si posiziona una pedina su una casella di entrata corrispondente al numero di un dado e un'altra pedina su una casella di entrata corrispondente al numero dell'altro dado (ovviamente se si gioca con tre dadi si farà la stessa operazione con il terzo dado).
  3. si posiziona una pedina sulla casella di entrata corrispondente al numero di un dado e muoverla secondo il numero del secondo dado (se si sta giocando già da qualche mossa, dopo aver inserito la pedina se ne può muovere un'altra già sul tabellone).

### Regole del gioco
- Se esce lo stesso numero su tutti e due i dadi il giocatore avrà il diritto a ritirarli di nuovo (se si gioca con tre dadi lo stesso numero deve apparire su tutti e tre).
- Se una pedina capita su una casella occupata da una pedina dello stesso colore, si lega a quest'ultima e ci può camminare insieme.
- Se una pedina capita in una casella occupata da una sola pedina dell'avversario, quest'ultima uscirà dal tabellone di gioco, e potrà rientrare ricominciando tutto da capo.
- Una pedina che si trova ad esempio alla V casella di entrata deve percorrere tutte le caselle di entrata prima di giungere sul percorso di gioco.
- Nelle caselle di entrata non si può posizionare più di una pedina, tranne nel caso che una pedina si trovi sulla casella di entrata V e vada alla II, già occupata; in tal caso, la pedina che si trova su quest'ultima casella si legherà all'ultima arrivata.
- Una colonna di pedine si può sconfiggere, solo se un'altra colonna di pedine di quantità pari o superiore alla prima capita sulla casella dove è collocata la prima colonna. La colonna sconfitta si slegherà e le sue pedine usciranno dal tabellone di gioco, potendo però rientrare ricominciando tutto da capo.
- È necessario un tiro preciso per far arrivare le pedine all'arrivo, altrimenti si passa il turno all'altro giocatore.
- Se un giocatore non può fare alcuna mossa, passa il turno.

### Scopo del gioco
Vince chi porta tutte le pedine all'ultima casella prima dell'avversario.

### Tattiche
È bene non lasciare mai le pedine da sole, cercando di legarle alle altre per non farle eliminare dall'avversario. Questa è una strategia comune.